# Le Roman complet illustré
Le Roman complet illustré est une collection créée par les Éditions Rouff vers 1930.
C'est une sous-collection de « Mon roman ».

## Liste des titres
- 33 Nulle autre que toi ! par J. Marc Py, 1932
- 34 Pour un baiser par Georges Maldague
- 35 Le secret de l'infirmière par Made Jade
- 36 Le petit cœur de Gilberte par Paul Dancray
- 37 Rêve d'artiste par J. B. de Sainte-Claire
- 38 Une autre femme par Paule Bruys
- 39 Le voleur d'amour par Jacques Faure
- 40 Eperdument ! par Delphi Fabrice
- 41 Petite Laurette par Léonce Prache
- 42 Fille de bohème par Raoul Le Jeune
- 43 La main criminelle par H. Dervy
- 44 La cicatrice par Michel Nour
- 45 La plus tendre, la plus aimée par Paul Darcy
- 46 Le Secret maternel par Blandin de Montolive
- 47 Le premier baiser par J. Marc Py, 1 932